# Luz-Ardiden

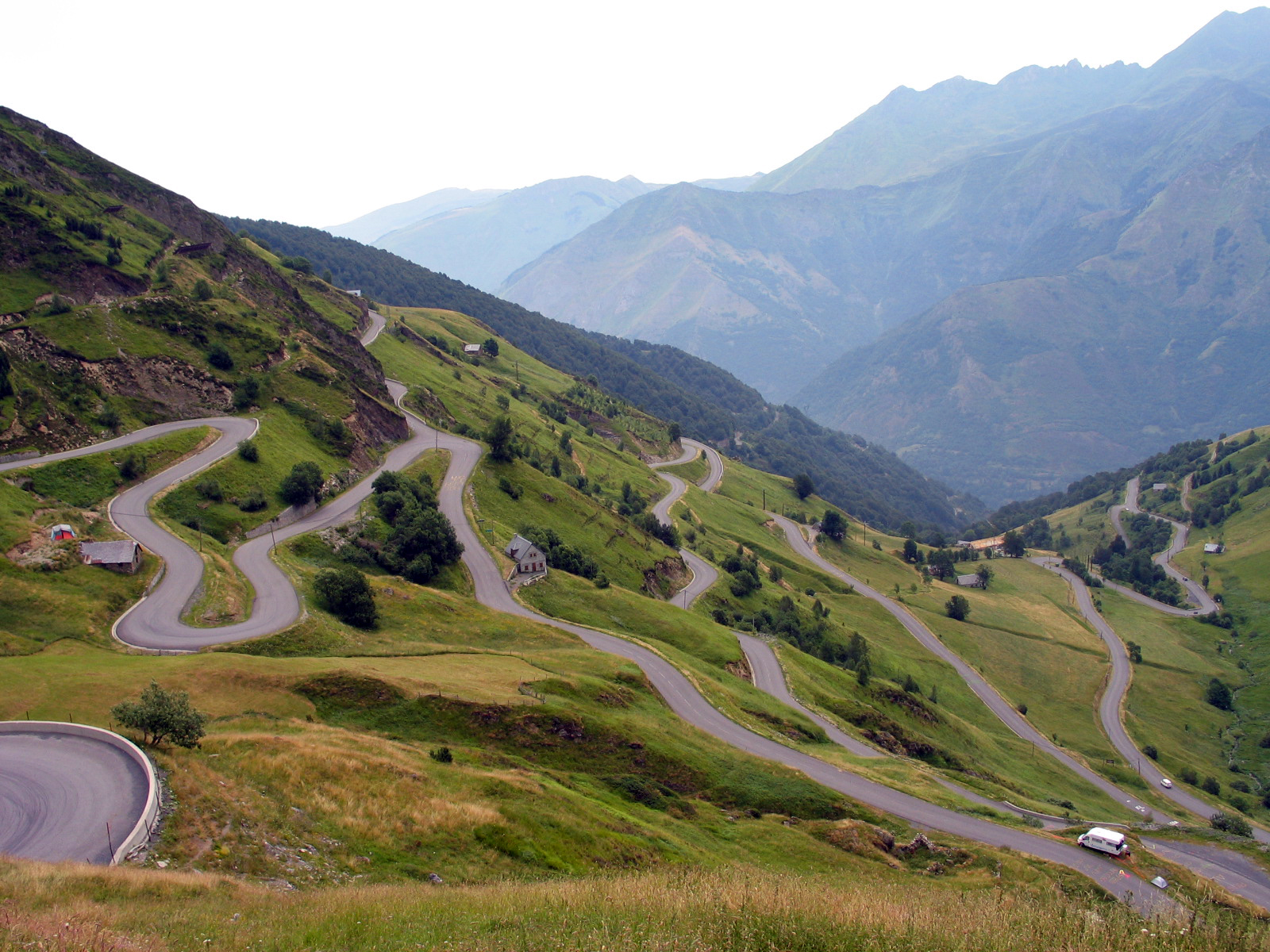
De klim naar Luz-Ardiden.

Luz Ardiden is een skigebied in de Pyreneeën. Het ligt in de Franse regio Occitanie, in het departement Hautes-Pyrénées. Het op 1720 meter hoogte gelegen skiresort werd geopend op 16 januari 1975. Tegenwoordig wordt de Luz-Ardiden, vanwege de beklimming, vaak opgenomen als finishplaats in de Ronde van Frankrijk.

## Details van de klim
Vanuit Luz-Saint-Sauveur is de klim naar Luz Ardiden 14,7 km lang. Hierbij wordt een hoogte van 1010 meter overbrugd, met een gemiddeld stijgingspercentage van 6,9%. Het maximale stijgingspercentage is 10%.

## Finishes in de Ronde van Frankrijk
| jaar | etappe | categorie | startplaats         | afstand  | winnaar            | gele trui          |
| ---- | ------ | --------- | ------------------- | -------- | ------------------ | ------------------ |
| 2021 | 18     | HC        | Pau                 | 129,7 km | Tadej Pogačar      | Tadej Pogačar      |
| 2011 | 12     | HC        | Cugnaux             | 211 km   | Samuel Sánchez     | Thomas Voeckler    |
| 2003 | 15     | HC        | Bagnères-de-Bigorre | 159,5 km | Lance Armstrong    | Lance Armstrong    |
| 2001 | 14     | HC        | Tarbes              | 144,0 km | Roberto Laiseka    | Lance Armstrong    |
| 1994 | 12     | HC        | Lourdes             | 204,5 km | Richard Virenque   | Miguel Indurain    |
| 1990 | 16     | HC        | Blagnac             | 215,0 km | Miguel Indurain    | Claudio Chiappucci |
| 1988 | 15     | HC        | Saint-Girons        | 187,5 km | Laudelino Cubino   | Pedro Delgado      |
| 1987 | 14     | HC        | Pau                 | 166,0 km | Dag Otto Lauritzen | Charly Mottet      |
| 1985 | 17     | HC        | Toulouse            | 209,5 km | Pedro Delgado      | Bernard Hinault    |

## Finishes in de Ronde van Spanje
| jaar | etappe | categorie | startplaats | afstand | winnaar          | leider algemeen klassement |
| ---- | ------ | --------- | ----------- | ------- | ---------------- | -------------------------- |
| 1995 | 17     | HC        | Salardu     | 179 km  | Laurent Jalabert | Laurent Jalabert           |
| 1992 | 9      | HC        | Vielha      | 144     | Laudelino Cubino | Jesus Montoya              |